# Staraja Striełka
Staraja Striełka (ros. Старая Стрелка) – wieś (ros. деревня, trb. dieriewnia) w zachodniej Rosji, w osiedlu wiejskim Lubawiczskoje rejonu rudniańskiego w obwodzie smoleńskim.

## Geografia
Miejscowość położona jest w dorzeczu Makarowki, 7,5 km od granicy z Białorusią, 11 km od najbliższej stacji kolejowej (Krasnoje), 10,5 km od drogi magistralnej M1 «Białoruś», 0,5 km od drogi regionalnej 66N-1612 (66N-1608 / Lubawiczi – Szyłowo – Izubri), 18 km od drogi federalnej R120 (Orzeł – Briańsk – Smoleńsk – granica z Białorusią), 7,5 km od centrum administracyjnego osiedla wiejskiego (Lubawiczi), 18,5 km od centrum administracyjnego rejonu (Rudnia), 65 km od Smoleńska.
W granicach miejscowości znajduje się ulica Sowietskaja.

## Demografia
W 2010 r. miejscowość zamieszkiwało 5 osób.

## Historia
W czasie II wojny światowej od lipca 1941 roku wieś była okupowana przez hitlerowców. Wyzwolenie nastąpiło w październiku 1943 roku.